# Rivière Kanaaupscow
Rivière Kanaaupscow är ett vattendrag i Kanada.   Det ligger i provinsen Québec, i den östra delen av landet, 1 000 km norr om huvudstaden Ottawa. Rivière Kanaaupscow ligger vid sjöarna  Lac Kanaaupscow och Lac Kapoon.
Trakten runt Rivière Kanaaupscow är nära nog obefolkad, med mindre än två invånare per kvadratkilometer.